# 沖縄県立宮古病院
沖縄県立宮古病院（おきなわけんりつ みやこびょういん）は、沖縄県宮古島市平良にある県立の医療機関である。沖縄県災害拠点病院の指定を受けている。

## 沿革
- 1950年（昭和25年）1月 - 宮古民政府立結核療養所として開設[4]。
- 1957年（昭和32年） - 平良市（現在の宮古島市平良）字東仲宗根807番地に新築移転（木造平屋建）[4]。
- 1960年（昭和35年） - 琉球政府立宮古病院に改称[4]。
- 1972年（昭和45年）5月15日 - 本土復帰により沖縄県立宮古病院に改称[4]。
- 1975年（昭和50年）8月1日 - 附属佐良浜診療所を廃止[1]。
- 1977年（昭和52年）2月 - 敷地内に新築移転[1]。
- 1995年（平成7年）5月1日 - 附属池間診療所を休止[1]。
- 2011年（平成23年）3月31日 - 新築移転工事に着手[1]。
- 2013年（平成25年）6月1日 - 宮古島市平良字下里の沖縄県立宮古農林高等学校運動場跡に新築移転し、開院[4]。

## 移転
2013年（平成25年）6月1日に、宮古島市平良字下里の沖縄県立宮古農林高等学校運動場跡に新築移転し、開院した。旧病院跡地には、図書館と公民館を併設する宮古島市未来創造センターが建設され、2019年（令和元年）8月17日に開館した。

## 診療科目
- 内科
- 呼吸器内科
- 消化器内科
- 循環器内科
- 神経内科
- 外科
- 消化器外科
- 心臓血管外科
- 脳神経外科
- 整形外科
- 精神科
- 小児科
- 皮膚科
- 泌尿器科
- 産科
- 婦人科
- 眼科
- 耳鼻咽喉科
- リハビリテーション科
- 放射線科
- 救急科
- 歯科口腔外科
- 麻酔科
- 腎臓内科[1]

## 附属診療所
- 多良間診療所 - 沖縄県宮古郡多良間村（多良間島）[1]

かつては他に宮古島市平良池間（池間島）に池間診療所があったが、1995年（平成7年）5月1日から休止しており、2013年（平成25年）3月30日に廃止された。

## 交通
- バス - 宮古協栄バスの全系統（みやこ下地島空港リゾート線を除く）の一部の便が宮古病院を経由する[8][9][10]。

## 近隣の施設
- カママ嶺公園
- 沖縄県立宮古総合実業高等学校